# Theganopteryx punctata
Theganopteryx punctata är en kackerlacksart som beskrevs av Henri Saussure 1891. Theganopteryx punctata ingår i släktet Theganopteryx och familjen småkackerlackor.
Artens utbredningsområde är Madagaskar. Inga underarter finns listade i Catalogue of Life.